# Selección de fútbol de Sierra Leona
La selección de fútbol de Sierra Leona es el equipo representativo del país en las competiciones oficiales. Su organización está a cargo de la Asociación de Fútbol de Sierra Leona, perteneciente a la CAF y a la WAFU.

## Estadísticas

### Copa Mundial de Fútbol
| Copa Mundial de Fútbol | Copa Mundial de Fútbol  | Copa Mundial de Fútbol  | Copa Mundial de Fútbol  | Copa Mundial de Fútbol  | Copa Mundial de Fútbol  | Copa Mundial de Fútbol  | Copa Mundial de Fútbol  |
| Año                    | Ronda                   | J                       | G                       | E                       | P                       | GF                      | GC                      |
| ---------------------- | ----------------------- | ----------------------- | ----------------------- | ----------------------- | ----------------------- | ----------------------- | ----------------------- |
| 1930 - 1938            | No existía la selección | No existía la selección | No existía la selección | No existía la selección | No existía la selección | No existía la selección | No existía la selección |
| 1950 - 1970            | No participó            | No participó            | No participó            | No participó            | No participó            | No participó            | No participó            |
| 1974                   | No clasificó            | No clasificó            | No clasificó            | No clasificó            | No clasificó            | No clasificó            | No clasificó            |
| 1978                   | No clasificó            | No clasificó            | No clasificó            | No clasificó            | No clasificó            | No clasificó            | No clasificó            |
| 1982                   | No clasificó            | No clasificó            | No clasificó            | No clasificó            | No clasificó            | No clasificó            | No clasificó            |
| 1986                   | No clasificó            | No clasificó            | No clasificó            | No clasificó            | No clasificó            | No clasificó            | No clasificó            |
| 1990                   | No participó            | No participó            | No participó            | No participó            | No participó            | No participó            | No participó            |
| 1994                   | Se retiró               | Se retiró               | Se retiró               | Se retiró               | Se retiró               | Se retiró               | Se retiró               |
| 1998                   | No clasificó            | No clasificó            | No clasificó            | No clasificó            | No clasificó            | No clasificó            | No clasificó            |
| 2002                   | No clasificó            | No clasificó            | No clasificó            | No clasificó            | No clasificó            | No clasificó            | No clasificó            |
| 2006                   | No clasificó            | No clasificó            | No clasificó            | No clasificó            | No clasificó            | No clasificó            | No clasificó            |
| 2010                   | No clasificó            | No clasificó            | No clasificó            | No clasificó            | No clasificó            | No clasificó            | No clasificó            |
| 2014                   | No clasificó            | No clasificó            | No clasificó            | No clasificó            | No clasificó            | No clasificó            | No clasificó            |
| 2018                   | No clasificó            | No clasificó            | No clasificó            | No clasificó            | No clasificó            | No clasificó            | No clasificó            |
| 2022                   | No clasificó            | No clasificó            | No clasificó            | No clasificó            | No clasificó            | No clasificó            | No clasificó            |
| 2026                   | Por disputarse          | Por disputarse          | Por disputarse          | Por disputarse          | Por disputarse          | Por disputarse          | Por disputarse          |
| 2030                   | Por disputarse          | Por disputarse          | Por disputarse          | Por disputarse          | Por disputarse          | Por disputarse          | Por disputarse          |
| 2034                   | Por disputarse          | Por disputarse          | Por disputarse          | Por disputarse          | Por disputarse          | Por disputarse          | Por disputarse          |
| Total                  | 0/22                    | -                       | -                       | -                       | -                       | -                       | -                       |

### Copa Africana de Naciones
| Copa Africana de Naciones | Copa Africana de Naciones | Copa Africana de Naciones | Copa Africana de Naciones | Copa Africana de Naciones | Copa Africana de Naciones | Copa Africana de Naciones | Copa Africana de Naciones |
| Año                       | Ronda                     | J                         | G                         | E                         | P                         | GF                        | GC                        |
| ------------------------- | ------------------------- | ------------------------- | ------------------------- | ------------------------- | ------------------------- | ------------------------- | ------------------------- |
| 1957 - 1968               | No participó              | No participó              | No participó              | No participó              | No participó              | No participó              | No participó              |
| 1970                      | Se retiró                 | Se retiró                 | Se retiró                 | Se retiró                 | Se retiró                 | Se retiró                 | Se retiró                 |
| 1972                      | No participó              | No participó              | No participó              | No participó              | No participó              | No participó              | No participó              |
| 1974                      | No clasificó              | No clasificó              | No clasificó              | No clasificó              | No clasificó              | No clasificó              | No clasificó              |
| 1976                      | No participó              | No participó              | No participó              | No participó              | No participó              | No participó              | No participó              |
| 1978                      | No clasificó              | No clasificó              | No clasificó              | No clasificó              | No clasificó              | No clasificó              | No clasificó              |
| 1980                      | No participó              | No participó              | No participó              | No participó              | No participó              | No participó              | No participó              |
| 1982                      | No clasificó              | No clasificó              | No clasificó              | No clasificó              | No clasificó              | No clasificó              | No clasificó              |
| 1984                      | No clasificó              | No clasificó              | No clasificó              | No clasificó              | No clasificó              | No clasificó              | No clasificó              |
| 1986                      | Se retiró                 | Se retiró                 | Se retiró                 | Se retiró                 | Se retiró                 | Se retiró                 | Se retiró                 |
| 1988                      | No clasificó              | No clasificó              | No clasificó              | No clasificó              | No clasificó              | No clasificó              | No clasificó              |
| 1990                      | Se retiró                 | Se retiró                 | Se retiró                 | Se retiró                 | Se retiró                 | Se retiró                 | Se retiró                 |
| 1992                      | No clasificó              | No clasificó              | No clasificó              | No clasificó              | No clasificó              | No clasificó              | No clasificó              |
| 1994                      | Fase de grupos            | 2                         | 0                         | 1                         | 1                         | 0                         | 4                         |
| 1996                      | Fase de grupos            | 3                         | 1                         | 0                         | 2                         | 2                         | 7                         |
| 1998                      | Se retiró                 | Se retiró                 | Se retiró                 | Se retiró                 | Se retiró                 | Se retiró                 | Se retiró                 |
| 2000                      | Descalificado             | Descalificado             | Descalificado             | Descalificado             | Descalificado             | Descalificado             | Descalificado             |
| 2002                      | No clasificó              | No clasificó              | No clasificó              | No clasificó              | No clasificó              | No clasificó              | No clasificó              |
| 2004                      | No clasificó              | No clasificó              | No clasificó              | No clasificó              | No clasificó              | No clasificó              | No clasificó              |
| 2006                      | No clasificó              | No clasificó              | No clasificó              | No clasificó              | No clasificó              | No clasificó              | No clasificó              |
| 2008                      | No clasificó              | No clasificó              | No clasificó              | No clasificó              | No clasificó              | No clasificó              | No clasificó              |
| 2010                      | No clasificó              | No clasificó              | No clasificó              | No clasificó              | No clasificó              | No clasificó              | No clasificó              |
| 2012                      | No clasificó              | No clasificó              | No clasificó              | No clasificó              | No clasificó              | No clasificó              | No clasificó              |
| 2013                      | No clasificó              | No clasificó              | No clasificó              | No clasificó              | No clasificó              | No clasificó              | No clasificó              |
| 2015                      | No clasificó              | No clasificó              | No clasificó              | No clasificó              | No clasificó              | No clasificó              | No clasificó              |
| 2017                      | No clasificó              | No clasificó              | No clasificó              | No clasificó              | No clasificó              | No clasificó              | No clasificó              |
| 2019                      | Suspendido                | Suspendido                | Suspendido                | Suspendido                | Suspendido                | Suspendido                | Suspendido                |
| 2021                      | Fase de grupos            | 3                         | 0                         | 2                         | 1                         | 2                         | 3                         |
| 2023                      | No clasificó              | No clasificó              | No clasificó              | No clasificó              | No clasificó              | No clasificó              | No clasificó              |
| 2025                      | No clasificó              | No clasificó              | No clasificó              | No clasificó              | No clasificó              | No clasificó              | No clasificó              |
| 2027                      | Por definir               | Por definir               | Por definir               | Por definir               | Por definir               | Por definir               | Por definir               |
| Total                     | 3/35                      | 8                         | 1                         | 3                         | 4                         | 4                         | 14                        |

## Selección local

### Campeonato Africano de Naciones
| Campeonato Africano de Naciones | Campeonato Africano de Naciones | Campeonato Africano de Naciones | Campeonato Africano de Naciones | Campeonato Africano de Naciones | Campeonato Africano de Naciones | Campeonato Africano de Naciones | Campeonato Africano de Naciones |
| Año                             | Ronda                           | J                               | G                               | E                               | P                               | GF                              | GC                              |
| ------------------------------- | ------------------------------- | ------------------------------- | ------------------------------- | ------------------------------- | ------------------------------- | ------------------------------- | ------------------------------- |
| 2009                            | No participó                    | No participó                    | No participó                    | No participó                    | No participó                    | No participó                    | No participó                    |
| 2011                            | No clasificó                    | No clasificó                    | No clasificó                    | No clasificó                    | No clasificó                    | No clasificó                    | No clasificó                    |
| 2014                            | No clasificó                    | No clasificó                    | No clasificó                    | No clasificó                    | No clasificó                    | No clasificó                    | No clasificó                    |
| 2016                            | No clasificó                    | No clasificó                    | No clasificó                    | No clasificó                    | No clasificó                    | No clasificó                    | No clasificó                    |
| 2018                            | No clasificó                    | No clasificó                    | No clasificó                    | No clasificó                    | No clasificó                    | No clasificó                    | No clasificó                    |
| 2021                            | Suspendido                      | Suspendido                      | Suspendido                      | Suspendido                      | Suspendido                      | Suspendido                      | Suspendido                      |
| 2023                            | No clasificó                    | No clasificó                    | No clasificó                    | No clasificó                    | No clasificó                    | No clasificó                    | No clasificó                    |
| 2025                            | No clasificó                    | No clasificó                    | No clasificó                    | No clasificó                    | No clasificó                    | No clasificó                    | No clasificó                    |
| Total                           | 0/8                             | -                               | -                               | -                               | -                               | -                               | -                               |

## Últimos partidos y próximos encuentros
Actualizado al último partido jugado el 25 de marzo de 2025
| Fecha      | Ciudad      | Local           | Resultado | Visitante       | Competición                            |
| ---------- | ----------- | --------------- | --------- | --------------- | -------------------------------------- |
| 15-11-2023 | El Jadida   | Etiopía         | 0:0       | Sierra Leona    | Clasificación Copa Mundial 2026        |
| 19-11-2023 | Paynesville | Sierra Leona    | 0:2       | Egipto          | Clasificación Copa Mundial 2026        |
| 06-01-2024 | San-Pédro   | Costa de Marfil | 5:1       | Sierra Leona    | Partido amistoso                       |
| 11-01-2024 | San-Pédro   | Marruecos       | 3:1       | Sierra Leona    | Partido amistoso                       |
| 05-06-2024 | El Yadida   | Sierra Leona    | 2:1       | Yibuti          | Clasificación Copa Mundial 2026        |
| 10-06-2024 | Bamako      | Burkina Faso    | 2:2       | Sierra Leona    | Clasificación Copa Mundial 2026        |
| 06-09-2024 | Monrovia    | Sierra Leona    | 0:0       | Chad            | Clas. Copa Africana de Naciones 2025   |
| 10-09-2024 | Ndola       | Zambia          | 3:2       | Sierra Leona    | Clas. Copa Africana de Naciones 2025   |
| 10-10-2024 | San-Pédro   | Costa de Marfil | 4:1       | Sierra Leona    | Clas. Copa Africana de Naciones 2025   |
| 15-10-2024 | Monrovia    | Sierra Leona    | 1:0       | Costa de Marfil | Clas. Copa Africana de Naciones 2025   |
| 27-10-2024 | Monrovia    | Liberia         | 2:1       | Sierra Leona    | Clasificación Campeonato Africano 2025 |
| 01-11-2024 | Monrovia    | Sierra Leona    | 1:1       | Liberia         | Clasificación Campeonato Africano 2025 |
| 13-11-2024 | Abiyán      | Chad            | 1:1       | Sierra Leona    | Clas. Copa Africana de Naciones 2025   |
| 19-11-2024 | Monrovia    | Sierra Leona    | 0:2       | Zambia          | Clas. Copa Africana de Naciones 2025   |
| 20-03-2025 | Monrovia    | Sierra Leona    | 3:1       | Guinea-Bisáu    | Clasificación Copa Mundial 2026        |
| 25-03-2025 | El Cairo    | Egipto          | 1:0       | Sierra Leona    | Clasificación Copa Mundial 2026        |

## Palmarés
- Copa Amílcar Cabral (2): 1993 y 1995

## Jugadores

### Última convocatoria
| No. | Pos. | Jugador               | Fecha de nacimiento (edad)         | Apa. | Goles | Club                |
| --- | ---- | --------------------- | ---------------------------------- | ---- | ----- | ------------------- |
| 1   | POR  | Mohamed Nbalie Kamara | 29 de abril de 1999 (26 años)      | 13   | 0     | East End Lions      |
| 16  | POR  | Ibrahim Sesay         | 18 de octubre de 2004 (20 años)    | 1    | 0     | East End Lions      |
| 23  | POR  | Isaac Caulker         | 25 de enero de 1991 (34 años)      | 0    | 0     | Kallon              |
| 17  | DEF  | Umaru Bangura         | 7 de octubre de 1987 (37 años)     | 55   | 4     | Neuchâtel Xamax     |
| 15  | DEF  | Yeami Dunia           | 16 de diciembre de 1996 (28 años)  | 23   | 0     | East End Lions      |
| 2   | DEF  | Osman Kakay           | 25 de agosto de 1997 (27 años)     | 12   | 0     | QPR                 |
| 20  | DEF  | Saidu Mansaray        | 21 de febrero de 2001 (24 años)    | 4    | 0     | Bo Rangers          |
| 3   | DEF  | Kevin Wright          | 28 de diciembre de 1995 (29 años)  | 6    | 0     | Örebro SK           |
| 18  | DEF  | David Sesay           | 18 de septiembre de 1998 (26 años) | 2    | 0     | Wealdstone          |
| 5   | DEF  | Steven Caulker        | 29 de diciembre de 1991 (33 años)  | 3    | 0     | Gaziantep           |
| 28  | DEF  | Alex Bangura          | 13 de julio de 1999 (26 años)      | 2    | 0     | Cambuur             |
| 4   | MED  | Medo                  | 16 de noviembre de 1987 (37 años)  | 33   | 2     | FC Haka Valkeakoski |
| 7   | MED  | Kwame Quee            | 9 de julio de 1996 (29 años)       | 31   | 3     | Víkingur Reykjavík  |
| 6   | MED  | John Kamara           | 12 de mayo de 1988 (37 años)       | 25   | 1     | Politehnica Iași    |
| 7   | MED  | Kwame Quee            | 7 de septiembre de 1996 (28 años)  | 28   | 3     | Hapoel Haifa        |
| 13  | MED  | Alhassan Koroma       | 9 de junio de 1997 (28 años)       | 4    | 0     | Linense             |
| 12  | MED  | Ibrahim Sillah        | 4 de abril de 1995 (30 años)       | 2    | 0     | Kickers Emden       |
| 30  | MED  | Kallum Cesay          | 4 de septiembre de 2002 (22 años)  | 2    | 2     | Tottenham Hotspur   |
| 22  | MED  | Issa Kallon           | 3 de enero de 1996 (29 años)       | 4    | 0     | Shanghái Port       |
| 22  | MED  | Kamil Conteh          | 26 de diciembre de 2002 (22 años)  | 4    | 0     | Gateshead           |
| 24  | MED  | Augustus Kargbo       | 24 de agosto de 1999 (25 años)     | 7    | 1     | Crotone             |
| 12  | DEL  | Alhaji Kamara         | 16 de abril de 1994 (31 años)      | 12   | 5     | Randers             |
| 19  | DEL  | Mustapha Bundu        | 27 de febrero de 1997 (28 años)    | 10   | 1     | AGF                 |
| 9   | DEL  | Amadou Bakayoko       | 1 de enero de 1996 (29 años)       | 5    | 1     | Bolton Wanderers    |
| 25  | DEL  | Jonathan Morsay       | 5 de octubre de 1997 (27 años)     | 4    | 1     | Panetolikos         |
| 14  | DEL  | Mohamed Buya Turay    | 10 de enero de 1995 (30 años)      | 11   | 0     | Malmö FF            |
| 11  | DEL  | Sullay Kaikai         | 26 de agosto de 1995 (29 años)     | 6    | 1     | Wycombe Wanderers   |
| 99  | DEL  | Ignacio Astorga       | 5 de diciembre de 1999 (25 años)   | 111  | 80    | Lulaki FC           |